# 王瑞祥
王瑞祥（1948年—），山东蒙阴人，汉族，中华人民共和国政治人物，中国共产党党员、第十一届全国政协委员。曾担任十一届全国政协提案委员会副主任、中国机械工业联合会会长、党委书记。2008年，当选第十一届全国政协委员，代表中华全国总工会，分入第十八组。并担任提案委员会副主任。